# Bidessus fraudator
Bidessus fraudator är en skalbaggsart som beskrevs av Omer-cooper 1958. Bidessus fraudator ingår i släktet Bidessus och familjen dykare. Inga underarter finns listade i Catalogue of Life.